# Lijst van voetbalinterlands Hongkong - Taiwan
Deze lijst van voetbalinterlands is een overzicht van alle officiële voetbalwedstrijden tussen de nationale teams van Hongkong en Taiwan (Chinees Taipei). De landen hebben tot op heden zestien keer tegen elkaar gespeeld. De eerste wedstrijd, een kwalificatiewedstrijd voor de Azië Cup 1960, was op 3 april 1959 in Manilla (Filipijnen). De laatste confrontatie, een kwalificatiewedstrijd voor de Oost-Azië Cup 2025, vond plaats op 14 december 2024 in Hongkong.

## Wedstrijden
| №  | Plaats       | Datum            | Competitie                      | Wedstrijd                 | Uitslag |
| -- | ------------ | ---------------- | ------------------------------- | ------------------------- | ------- |
| 1  | Manilla      | 3 april 1959     | Azië Cup 1960 kwalificatie      | Taiwan − Hongkong         | 7 − 4   |
| 2  | Kuala Lumpur | 25 augustus 1967 | Vriendschappelijk               | Taiwan − Hongkong         | 4 − 2   |
| 3  | Teheran      | 19 mei 1968      | Azië Cup 1968                   | Taiwan − Hongkong         | 1 − 1   |
| 4  | Pyongyang    | 5 juni 1992      | Azië Cup 1992 kwalificatie      | Chinees Taipei − Hongkong | 0 − 0   |
| 5  | Hongkong     | 22 februari 2003 | Oost-Azië Cup 2003 kwalificatie | Hongkong − Chinees Taipei | 2 − 0   |
| 6  | Taipei       | 11 maart 2005    | Oost-Azië Cup 2005 kwalificatie | Chinees Taipei − Hongkong | 0 − 5   |
| 7  | Macau        | 19 juni 2007     | Oost-Azië Cup 2008 kwalificatie | Hongkong − Chinees Taipei | 1 − 1   |
| 8  | Kaohsiung    | 23 augustus 2009 | Oost-Azië Cup 2010 kwalificatie | Chinees Taipei − Hongkong | 0 − 4   |
| 9  | Kaohsiung    | 4 oktober 2011   | Vriendschappelijk               | Chinees Taipei − Hongkong | 0 − 6   |
| 10 | Hongkong     | 29 februari 2012 | Vriendschappelijk               | Hongkong − Chinees Taipei | 5 − 1   |
| 11 | Hongkong     | 7 december 2012  | Oost-Azië Cup 2013 kwalificatie | Hongkong − Chinees Taipei | 2 − 0   |
| 12 | Taipei       | 16 november 2014 | Oost-Azië Cup 2015 kwalificatie | Chinees Taipei − Hongkong | 0 − 1   |
| 13 | Hongkong     | 9 november 2016  | Oost-Azië Cup 2017 kwalificatie | Hongkong − Chinees Taipei | 4 − 2   |
| 14 | Taipei       | 11 november 2018 | Oost-Azië Cup 2019 kwalificatie | Chinees Taipei − Hongkong | 1 − 2   |
| 15 | Hongkong     | 11 juni 2019     | Vriendschappelijk               | Hongkong − Chinees Taipei | 0 − 2   |
| 16 | Hongkong     | 14 december 2024 | Oost-Azië Cup 2025 kwalificatie | Hongkong − Chinees Taipei | 2 − 1   |

## Samenvatting
| Competitie                 | Totaal gespeeld | Winst Hongkong | Gelijk | Winst Chinees Taipei | Doelsaldo Hongkong – Chinees Taipei |
| -------------------------- | --------------- | -------------- | ------ | -------------------- | ----------------------------------- |
| Azië Cup                   | 1               | 0              | 1      | 0                    | 1 − 1                               |
| Azië Cup-kwalificatie      | 2               | 0              | 1      | 1                    | 4 − 7                               |
| Oost-Azië Cup-kwalificatie | 9               | 8              | 1      | 0                    | 23 − 5                              |
| Vriendschappelijk          | 4               | 2              | 0      | 2                    | 13 − 7                              |
| Totaal                     | 16              | 10             | 3      | 3                    | 41 −20                              |

HKFA · 
Lijst van A-internationals · 
Hongkongs vrouwenelftal
1960 – 1969 ·
1970 – 1979 ·
1980 – 1989 ·
1990 – 1999 ·
2000 – 2009 ·
2010 – 2019 ·
2020 − 2029
Afghanistan ·
Argentinië ·
Australië ·
Bahrein ·
Bangladesh ·
Bhutan ·
Brazilië ·
Brunei ·
Cambodja ·
Canada ·
China ·
Colombia ·
Denemarken ·
Estland ·
Fiji ·
Filipijnen ·
Guam ·
India ·
Indonesië ·
Irak ·
Iran ·
Israël ·
Japan ·
Jemen ·
Joegoslavië ·
Jordanië ·
Koeweit ·
Kroatië ·
Laos ·
Libanon ·
Liechtenstein ·
Macau ·
Malediven ·
Maleisië ·
Marokko ·
Mauritius ·
Mongolië ·
Myanmar ·
Nepal ·
Noord-Korea ·
Noorwegen ·
Oezbekistan ·
Oman ·
Oost-Timor ·
Palestina ·
Paraguay ·
Qatar ·
Salomonseilanden ·
Saoedi-Arabië ·
Singapore ·
Sri Lanka ·
Syrië ·
Tadzjikistan ·
Taiwan ·
Thailand ·
Turkmenistan ·
Verenigde Arabische Emiraten ·
Vietnam ·
Zuid-Korea ·
Zuid-Vietnam ·
Zwitserland
CTFA ·
Bondscoaches ·
vrouwenvoetbalelftal ·
Topscorers
Afghanistan ·
Australië ·
Bahrein ·
Bangladesh ·
Brunei ·
Cambodja ·
Fiji ·
Filipijnen ·
Grenada ·
Guam ·
Hongkong ·
India ·
Indonesië ·
Irak ·
Iran ·
Israël ·
Japan ·
Jordanië ·
Kenia ·
Kirgizië ·
Koeweit ·
Laos ·
Macau ·
Maleisië ·
Mongolië ·
Myanmar ·
Nepal ·
Nieuw-Zeeland ·
Noord-Korea ·
Oezbekistan ·
Oman ·
Oost-Timor ·
Pakistan ·
Palestina ·
Panama ·
Saint Kitts en Nevis ·
Salomonseilanden ·
Saoedi-Arabië ·
Singapore ·
Sri Lanka ·
Syrië ·
Thailand ·
Trinidad en Tobago ·
Turkmenistan ·
Vietnam ·
Zuid-Korea ·
Zuid-Vietnam